# Améloplastie
L'améloplastie est définie comme étant une intervention pour modifier la morphologie de l’émail d’une dent . Il s'agit d'une procédure courante en dentisterie cosmétique ; par exemple, certains patients font appel à cette procédure afin de réduire la taille des incisives centrales, dans le but d'améliorer l'esthétique du sourire.
Réduction amélaire est un terme synonyme. Le terme équivalent en anglais est enameloplasty.